# Otake (Nakano-shima)
Pour les articles homonymes, voir Otake.
L'Otake (御岳, O-take) est un stratovolcan culminant à 979 mètres d'altitude dans les îles Tokara du Japon. C'est la plus haute montagne de l'île Nakano-shima qui fait partie du village de Toshima du district de Kagoshima de la préfecture de Kagoshima. Étant la plus grande montagne sur une petite île, elle est aussi appelée Nakanoshima et Tokara Fuji en raison de sa forme.

## Histoire
La montagne est un volcan andésitique qui a connu une éruption mineure de boue en janvier 1914. En octobre 1949, le cratère sommital a produit un nuage de cendres, phénomène renouvelé le 30 mars 2021. La montagne est composée de roche mafique non alcaline produite il y a 18 000 ans.
Des mines de soufre étaient exploitées sur le flanc sud-est jusqu'en 1944. Au cours de la saison des pluies, le cratère peut se remplir et former un lac.

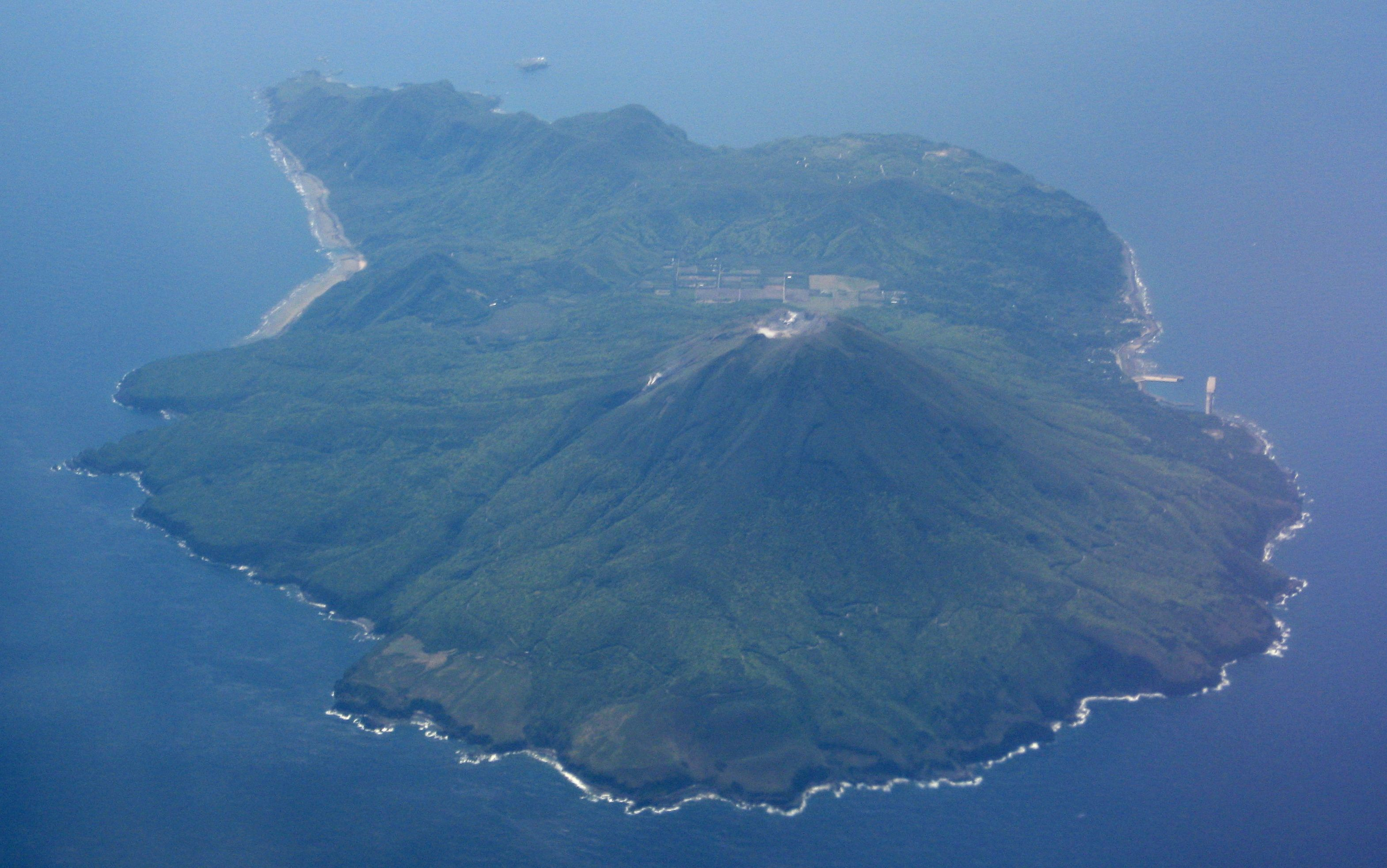
Vue aérienne de Nakano-shima avec l'Otake au premier plan.